# ハイウェイオアシス

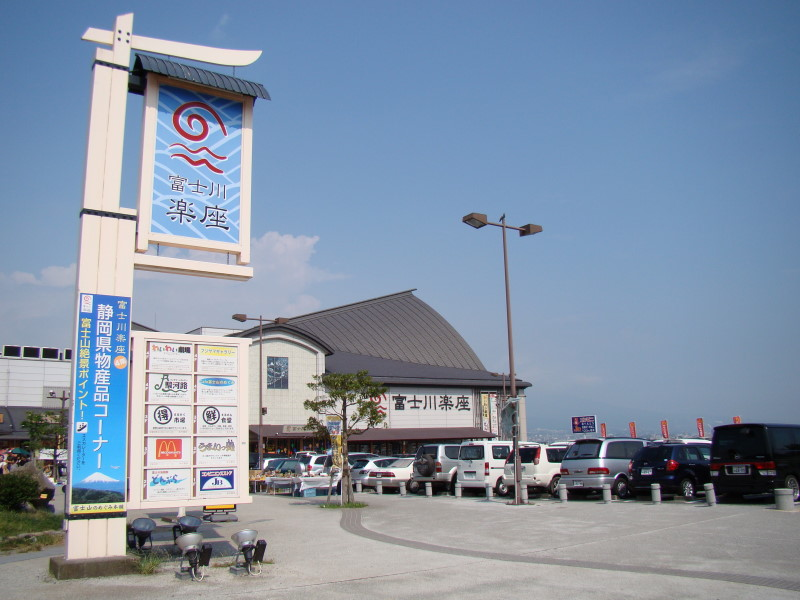
道の駅富士川楽座（東名高速道路富士川SA上り線併設）

ハイウェイオアシスとは、日本の高速道路上にある一部のサービスエリア（SA）・パーキングエリア（PA）に連結されている、道路区域外の都市公園・地域振興施設などの呼称である。施設の形態は多岐にわたり、その地域の特色を生かした文化施設を中心に、レクリエーション機能、ショッピングモール、都市公園などを備えたレジャーゾーンとなっており、高速道路の料金所を出ることなく、それら施設を利用できることが大きな特徴である。HWOまたはHOと略記される。

## 概要
高速道路沿いにあり、SAやPAと一般道路沿いにある休憩施設である道の駅を合わせたような施設で、休憩・情報・観光・レジャー施設の機能をあわせ持つ。体験参加型のアトラクション、アスレチック広場などのアウトドアレジャーやスポーツ、遊園地などのアミューズメント、地域の味覚や物産を購入できる飲食店や売店があるレクリエーション施設というのが特徴である。従来のSAやPAとは異なり、高速道路だけでなく、一般道路からもアクセスすることができるため「道の駅」となっているハイウェイオアシスもあり、高速道路を使わない人でも利用は可能となっている。
2022年時点で、28か所に設置されている。また、ETCを利用したスマートICが設置されている場所がある。こうしたものはドイツのアウトバーンにもあり、大規模なスーパーマーケットなどが設置されている場所もある。
なお、「ハイウエイ・オアシス」は日本道路公団が区分39「有料道路の提供」で登録を行っている登録商標（商標登録第3053336号）であったが、日本道路公団の民営化に伴い2021年時点ではNEXCO3社（東日本高速道路、中日本高速道路、西日本高速道路）の共同商標、2022年以降はNEXCO3者に加えて首都高速道路と本州四国連絡高速道路が加わった5者の共同商標となっている。

## 設置経緯
ハイウェイオアシスという呼称は、旧建設省（現在の国土交通省）の事業名に由来する。ハイウェイオアシスの構想理念は、高速自動車国道のサービスエリア・パーキングエリアに、都市公園内の駐車場を袋小路的に連結し（連結費用は折半）、高速道路とレジャー施設が一体となって地域活性化とサービス向上を図るものである。当初の名称は「フリーウェイオアシス」であったが、1987年（昭和62年）8月10日に現在のハイウェイオアシスに名称を変更した。1990年（平成2年）に北陸自動車道の徳光PA（石川県松任市、現在の白山市）にできたハイウェイオアシスが日本初で、これ以降全国各地で建設されていった。
この事業の一応の効果をみて、サービスエリア・パーキングエリアを活用した地域拠点整備事業が制度化された。高速道路全般に対象をひろげ、また地域振興事業・施設の連結も可能となった。決定的な違いは、高速道路管理上支障がないと判断される場合には、外部からの人の利用が認められた点である。この制度はハイウェイオアシスの趣旨の枠を超えて、一般道路の道の駅との一体整備などにも活用された。
1998年、高速自動車国道法が改正され、高速自動車国道活用施設については、整備計画と無関係に、かつ連結料を徴収して連結出来るようになった。また、活用施設の利用が専らの目的である限り、連絡路が二次機能的に一般道路などへ連結する場合も想定しており（開放型とよばれる）、実際に秋田自動車道の西仙北SAからの連絡路上には西仙北ICが設置されていた。この西仙北ICが夜間閉鎖されるのは、活用施設利用のための設置という建前からである。こうした試みは、のちのスマートインターチェンジ構想につながった。

## ハイウェイオアシスの一覧
北から列挙。通常のインターチェンジが設置されているサービスエリア・パーキングエリアには○、スマートインターチェンジが設置されているサービスエリア・パーキングエリアには☆を付記。
| 道路                   | SA・PA         | 連絡施設                                 | 備考 |
| ---------------------- | -------------- | ---------------------------------------- | --- |
| 道央自動車道           | 砂川SA☆        | 北海道子どもの国                         | 札幌方面連絡路に検札所を設置。ハイウェイオアシスを介してUターン可能。                                                    |
| 道央自動車道           | 豊浦噴火湾PA   | 豊浦町営噴火湾展望公園                   | |
| 道央自動車道           | 八雲PA         | 北海道立噴火湾パノラマパーク             | |
| 秋田自動車道           | 錦秋湖SA       | 峠山パークランドオアシス館               | |
| 山形自動車道           | 櫛引PA         | 生き活きべんとう村、観光果樹園           | |
| 山形自動車道           | 寒河江SA☆      | 最上川ふるさと総合公園                   | |
| 北関東自動車道         | 壬生PA         | みぶハイウェーパーク（道の駅みぶの一部） | |
| 首都圏中央連絡自動車道 | 坂東PA         | 桜の里山公園                             | パーキングエリア・ハイウェイオアシスは内回りのみ暫定開業。                                                               |
| 富津館山道路           | 富山PA（仮称） | 道の駅富楽里とみやま                     | 富山PAは未供用。ハイウェイオアシスのみ営業。                                                                             |
| 首都高速川口線         | 川口PA         | 赤山歴史自然公園（イイナパーク川口）     | パーキングエリア・ハイウェイオアシスは上り線のみ設置。                                                                   |
| 上信越自動車道         | 藤岡PA○        | 道の駅ららん藤岡                         | パーキングエリア・ハイウェイオアシスは上り線のみ設置。                                                                   |
| 上信越自動車道         | 佐久平PA☆      | 佐久スキーガーデンパラダ                 | スマートICを介してUターン可能。                                                                                          |
| 上信越自動車道         | 小布施PA☆      | 道の駅オアシスおぶせ（小布施総合公園）   | |
| 上信越自動車道         | 新井PA☆        | 道の駅あらい                             | |
| 東名高速道路           | 富士川SA☆      | 道の駅富士川楽座                         | ハイウェイオアシスは上り線のみ設置。                                                                                     |
| 東海北陸自動車道       | 川島PA         | 河川環境楽園                             | |
| 東海北陸自動車道       | 城端SA☆        | 桜ヶ池クアガーデン、ヨッテカーレ城端     | |
| 東名阪自動車道         | 亀山PA☆        | 亀山サンシャインパーク                   | |
| 伊勢湾岸自動車道       | 刈谷PA☆        | 岩ケ池公園など                           | |
| 東海環状自動車道       | 鞍ヶ池PA☆      | 鞍ヶ池公園                               | |
| 東海環状自動車道       | 美濃加茂SA○    | ぎふ清流里山公園（道の駅みのかも）       | |
| 北陸自動車道           | 徳光PA☆        | 松任海浜公園                             | |
| 神戸淡路鳴門自動車道   | 淡路SA○        | 兵庫県立淡路島公園                       | 鳴門方面連絡路に検札所を設置。ハイウェイオアシスを介してUターン可能。 ETC車のみ専用入口（淡路北SIC）から直接入場が可能。 |
| 鳥取自動車道           | 河原PA○        | 道の駅清流茶屋 かわはら                  | 無料区間。パーキングエリア・ハイウェイオアシスは下り線のみ設置。                                                         |
| 山陰自動車道           | 名和PA○        | 道の駅大山恵みの里                       | 無料区間。ハイウェイオアシスを介してUターン可能。                                                                        |
| 徳島自動車道           | 吉野川SA☆      | 吉野川ハイウェイオアシス                 | |
| 松山自動車道           | 石鎚山SA       | 道の駅小松オアシス（小松中央公園）       | |
| 長崎自動車道           | 金立SA         | 金立公園                                 | |

以下の施設はハイウェイオアシスとして認定されていないが、同等の機能を持っていることから「疑似ハイウェイオアシス」として扱われる。
| 道路             | SA・PA        | 連絡施設        | 備考                                             |
| ---------------- | ------------- | --------------- | ------------------------------------------------ |
| 三陸沿岸道路     | 矢本PA        | 道の駅東松島    | 上り線のみ設置（下り線はパーキングエリアのみ）。 |
| 常磐自動車道     | 南相馬鹿島SA☆ | セデッテかしま  | 上下線集約型SAのため、上下線ともに利用可能。     |
| 中部横断自動車道 | 増穂PA〇      | 道の駅富士川    | 下り線のみ設置（上り線はパーキングエリアのみ）。 |
| 東九州自動車道   | 川南PA        | かわみなみPLATZ | 上下線集約型PAのため、上下線ともに利用可能。     |